# José Leandro Ferreira
José Leandro de Souza Ferreira (Cabo Frio, 1959. március 17. –) brazil válogatott labdarúgó.

## Pályafutása

### Klubcsapatban
Pályafutása során egyetlen csapatban a Flamegóban játszott. 1978 és 1990 között a brazil bajnokságot öt, a Carioca állami bajnokságot három, a brazil kupát, a Libertadores-kupát, az interkontinentális kupát pedig 1-1 alkalommal nyerte meg csapatával. 

### A válogatottban
1981 és 1986 között 27 alkalommal szerepelt a brazil válogatottban és 2 gólt szerzett. Részt vett az 1982-es világbajnokságon, ahol egy csapatban szerepelt olyan ismert játékosokkal, mint Zico, Júnior, Falcão és Sócrates. Tagja volt az 1983-as Copa Américán résztvevő válogatott keretének is, ahol végül második helyen végeztek. 

## Sikerei, díjai
CR Flamengo
- Brazil bajnok (5): 1980, 1982, 1983
- Carioca bajnok (5):  1978, 1979, 1979, 1981, 1986
- Libertadores-kupa (1): 1981
- Interkontinentális kupa (1): 1981
- Brazil kupa (1): 1980

Brazília
- Copa América (1): 1983

Egyéni
- Bola de Prata (2): 1982, 1985